# Crotale
De Crotale (Frans voor ratelslang) EDIR (Ecartométrie Différentielle InfraRouge) is een Franse luchtdoelraket bedoeld voor het onderscheppen van antischeepsraketten en vliegtuigen. De raket werd ontwikkeld door het Franse bedrijf Thomson-CSF en bestaat in twee versies: een voor lancering vanaf land en één voor lancering vanaf een schip.

## Ontwikkeling
Oorspronkelijk werd het Crotale R440-systeem in Frankrijk ontwikkeld door Thomson-Houston voor Zuid-Afrika. Het systeem werd daar Cactus genoemd. Het Franse leger was uiteindelijk ook geïnteresseerd en schafte de raket aan voor de Franse luchtmacht en de Franse marine. Eerst werd een terreinvoertuig gebruikt waar vier lanceerders op gemonteerd waren. Later werd het systeem ook op de AMX-30-tank geplaatst voor een verhoogde mobiliteit. Het aantal lanceerders per systeem werd verhoogd tot zes. Het Finse leger plaatste het Crotale NG-systeem op Sisu Pasi-voertuigen met acht lanceerders per systeem. In Frankrijk werden Crotale-systemen met acht lanceerders intussen ook op de La Fayette-klasse fregatten geplaatst. Het Crotale NG-systeem - met "NG" van nieuwe generatie - wordt sinds 1990 geproduceerd. In de jaren tachtig ontwikkelde China met de HQ-7 een eigen variant van de raket. Voor Saoedi-Arabië werd een speciale versie, de R460 SICA (Shahine), ontwikkeld, die in 1980 operationeel werd. Het grootste verschil was het gebruik van een pantservoertuig, de AMX-30-tank, om troepen op het slagveld te volgen en dekking te geven.

## Ontwerp
Het Crotale-raketsysteem bestaat uit twee onderdelen: een voertuig met de lanceerders en een volgradar en een tweede voertuig met een luchtradar. Bij het Crotale NG-systeem zijn beide samengebracht in één voertuig. Samen vormt dit systeem een effectief luchtafweersysteem. De Crotale-raket wordt voortgestuwd door een vastebrandstofmotor en haalt een topsnelheid van mach 2,3 die na reeds twee seconden wordt bereikt. De raket volgt dan de radar tot de infraroodontsteking detecteert dat het doelwit nabij is en ontsteekt. De luchtradar heeft een bereik van 20 km en de videoverbinding werkt tot 15 km. Het videogeleidingssysteem werkt zowel met een gewone als met een infraroodcamera. Het systeem kan acht doelwitten tegelijk volgen. De volgradar kan doelwitten van stilhangende helikopters tot gevechtsvliegtuigen met een snelheid van meer dan mach 2 volgen. Het systeem kan ook gebruikmaken van gegevens van externe systemen.

## Gebruikers
- Bahrein
- Egypte
- Finland
- Frankrijk
- Griekenland
- Zuid-Korea
- Oekraïne

- Oman
- Pakistan
- Saoedi-Arabië
- Zuid-Afrika
- Verenigde Arabische Emiraten
- China